# Diadeliomimus rufostrigosus
Diadeliomimus rufostrigosus là một loài bọ cánh cứng trong họ Cerambycidae.